# 鎮魂の賦
『鎮魂の賦』（ちんこんのふ）は、上田真樹の合唱組曲である。詩は林望。混声合唱版が先に発表され、のちに男声合唱にも編曲された。

## 概説
2007年（平成19年）の第18回朝日作曲賞応募作品として混声合唱版が作曲され、同賞を受賞した。選考では審査員5人中4人が賞に推す圧勝で、「詩への共感、それゆえの調性や響きの選択、構成の力など、よく練られ、考えられている。」「多くの合唱団が喜びをもって歌うことのできる作品だ。」との評を得た。それまで合唱の世界では全くの無名であった上田を、一躍人気作曲家に押し上げるきっかけとなった作品である。
林の連作詩『鎮魂十二頌』から5編を選んで作曲した。上田は2003年に『鎮魂十二頌』全編に作曲した歌曲があり、これを合唱に改作したものである。上田は前作『夢の意味』の初演リハーサル中に東京混声合唱団の団員から賞の存在を知らされ、応募を勧められる。締切まで1ヶ月で「ちょっと出してみようかな、と思って出した」作品がいきなり受賞作となったのである。
曲を貫くテーマは無宗教レクイエムである。上田は作曲の数年前に親しい友人を亡くしていて、「誰か特定の人のためのレクイエムではなく、何か特定の宗教のためのレクイエムでもない。死を悼むレクイエムではなく、温かい気持ちで死者の魂と心を通わせられるようなレクイエム。すべての人がどこか懐かしく思えるような、無宗教レクイエム。そういう鎮魂曲を書いてみたい」「日本人が日本語で歌えるレクイエムを書いてみたい、そんな風に思いながら作曲しました。」「いざ五線紙と向き合うと、詩の一句一節に感情移入するところが多く、全体を客観視できなくなってしまう。遅々として筆は進まず、何度も行ったり来たりしながら、刻むようにして書き進めた。」と上田は述べ、林も「レクイエムってどうしてもキリスト教じゃない?ぼくらがラテン語の祈祷文を歌っても、音としてはいいんだけど、気持ちとして切実さが伝わってこない。普通の人が普通に死者の魂を鎮魂するものを書きたかった。でも伊藤康英くんに詩を見せたら、こんなものを作曲すると死ぬからイヤだって（笑）。あのとき伊藤くんが書いてたら真樹ちゃんが書いたかどうかわかんないね。そういう不思議な因縁のある曲なんです。」と述べる。
2014年（平成26年）には慶應義塾ワグネル・ソサィエティー男声合唱団の委嘱により男声合唱にも編曲され、同年11月22日、同団の第139回定期演奏会（於: 昭和女子大学人見記念講堂）において、指揮: 佐藤正浩、ピアノ: 前田勝則により初演された。

## 曲目
全5曲からなる。
1. 時の逝く
2. 家居に
混声版は平成20年度全日本合唱コンクール課題曲。ト長調。A-B-A'-コーダの三部形式。「亡くなった人が空の上から、大きな愛情につつまれて過ごした日々を懐かしんで歌う歌であり、あるいは、誰か大切な人を亡くした人が、その人との想い出を歌う歌であるかもしれません。」[3]
3. 鎮魂の呪
4. 死は安らかである
5. 春の日

## 楽譜
混声版・男声版とも全音楽譜出版社から出版されている。